# کارترویل (مونتانا)
کارترویل (به انگلیسی: Carterville) یک منطقهٔ مسکونی در ایالات متحده آمریکا است که در شهرستان رووزباد، مونتانا واقع شده‌است. کارترویل ۷۶۲٫۹۲ متر بالاتر از سطح دریا واقع شده‌است.